# Langi Gleeson
Pour les articles homonymes, voir Gleeson (homonymie).
Pas d'image ? Cliquez ici

a Compétitions nationales et continentales officielles uniquement.

b Matchs officiels uniquement.
Dernière mise à jour le 8 août 2025.
Langi Gleeson, né le 21 juillet 2001 en Australie, est un joueur international australien de rugby à XV jouant au poste de troisième ligne.

## Biographie
Langi Gleeson naît à Sydney dans l'État de Nouvelle-Galles du Sud, d'un père australien et d'une mère fidjienne. Il passe une partie de son enfance aux Fidji, où il est scolarisé à l'école primaire de Dilkusha de Nausori,.
Après une dizaine d'années aux Fidji, il rentre avec sa famille vivre à Sydney. Il est scolarisé avec le St Augustine's College (en) à Brookvale, avec qui il joue au rugby à XV et à XIII en championnat scolaire,. Parallèlement, il joue au rugby à XV en club avec les Harbord Harlequins, avant de rejoindre le Manly RFC,.
Gleeson représente la sélection scolaire de la Nouvelle-Galles du Sud en 2019, et dispute le championnat national australien,. La même année, il joue également pour les Barbarians scolaires australiens (sélection nationale scolaire (en) B),.
Après avoir terminé le lycée, il décide de se focaliser sur le rugby à XIII, et rejoint l'Academy (centre de formation) des South Sydney Rabbitohs, dont l'équipe fanion joue en National Rugby League. Il joue len 2019 dans le championnat des moins de 19 ans (SG Ball Cup),. L'année suivante, il évolue dans la catégorie des moins de 20 ans, mais la saison est rapidement écourté par la pandémie de Covid-19,.
Il retourne alors jouer au rugby à XV avec Manly en 2021. Il est rapidement remarqué par ses qualités physique, et rejoint l'Academy de la franchise des Waratahs,. Il se distingue particulièrement à l'occasion d'un match avec l'équipe Development (espoir) face aux Brumbies,. Une blessure au genou l'écarte ensuite longuement des terrains, ce qui ne lui permet pas de jouer avec l'équipe senior lors de la saison 2021. Cette blessure ne l'empêche pas de signer son premier contrat professionnel avec les Waratahs, s'engageant jusqu'en 2023.
En février 2021, il est sélectionné pour participer à un camp d'entraînement de l'équipe d'Australie des moins de 20 ans. La blessure qu'il subit par la suite l'empêche toutefois de disputer le championnat junior d'Océanie au mois de juin.
Faisant partie de l'effectif professionnel des Waratahs pour la saison 2022, il fait ses débuts en Super Rugby le 25 février 2022 contre les Queensland Reds en tant que remplaçant,. Après six premiers matchs comme remplaçant, il connaît sa première titularisation au poste de troisième ligne aile le 22 mai 2022 à l'occasion d'un déplacement chez les Highlanders. Il se fait particulièrement remarquer par sa présence physique, aussi bien en attaque qu'en défense, et ses qualités athlétiques. Il se distingue également lors de la saison en obtenant le temps le plus rapide sur 40 mètres parmi tous l'effectif des Waratahs. Parallèlement, il joue également en Shute Shield avec Manly, et inscrit cinq essais en huit rencontres.
Après cette première saison au niveau professionnel réussie, il est sélectionné avec l'équipe d'Australie A (en) (équipe nationale réserve) pour disputer la Coupe des nations du Pacifique. Il joue les trois rencontres (dont deux titularisations) de son équipe pendant le tournoi, et inscrit un essai face aux Tonga. Il est ensuite considéré par son entraîneur Jason Gilmore (en) comme la révélation de la compétition.
Continuant son ascension fulgurante, il est sélectionné pour la première fois avec les Wallabies en août 2022 par le sélectionneur Dave Rennie dans le cadre du Rugby Championship,. S'il ne joue pas lors de la compétition, il participe aux entraînements et fait à nouveau partie de l'effectif pour la tournée de novembre en Europe. Il obtient finalement sa première cape internationale le 29 octobre 2022 contre l'Écosse à Stadium, en tant que remplaçant,. Il est titularisé pour la première fois pour sa troisième sélection, au poste de troisième ligne centre, le 26 novembre 2022 contre le pays de Galles.
Au début de la saison 2023 de Super Rugby, en méforme lors de la préparation physique, il est écarté dans un premier temps du XV de départ des Waratahs, avant de rapidement retrouver une place de titulaire au poste de numéro 8,. Il joue finalement onze matchs lors de la compétition, dont neuf titularisations. À la fin de la saison, il prolonge son contrat avec la fédération australienne et les Waratahs jusqu'en 2025.
En juin 2023, malgré une blessure, il est sélectionné en équipe nationale par Eddie Jones pour participer au Rugby Championship 2023. Malgré le fait qu'il n'ai joué aucun match lors de la compétition, il est nommé le 10 août 2023 au sein du groupe australien de 33 joueurs sélectionnés pour disputer la Coupe du monde 2023 en France,. Il n'est utilisé qu'à une seule reprise lors de la compétition, en tant que remplaçant lors de la rencontre face à la Géorgie,.
L'année suivante, il continue de faire partie des plans du nouveau sélectionneur Joe Schmidt, et il est sélectionné pour la série de test matchs du mois de juin, puis pour le Rugby Championship,. Doublure d'Harry Wilson, il joue quatre matchs comme remplaçant lors de la compétition, puis à nouveau lors de la tournée d'automne en Europe.
Au début de l'année 2025, il annonce son départ des Waratahs, et son transfert pour le club français du Montpellier HR à partir de la saison 2025-2026 de Top 14,. L'annonce de son départ en France entraîne son exclusion du camp d'entraînement des Wallabies au mois de janvier,. Toutefois, après une saison de grande qualité avec les Waratahs, il est tout de même sélectionné dans le groupe australien retenu pour affronter les Lions britanniques lors de leur tournée en Australie,. Il est titulaire lors du match de préparation face aux Fidji, puis joue deux rencontres en tant que remplaçant face aux Lions.

## Statistiques
Au 8 août 2025, Langi Gleeson compte 17 capes en équipe d'Australie, dont deux en tant que titulaire, depuis le 29 octobre 2022 contre l'équipe d'Écosse à Édimbourg.